# Rune Nilsen
Rune Nilsen (* 15. September 1923 in Halden; † 19. Juli 1998 in Bærum) war ein norwegischer Weit- und Dreispringer.
Bei den Leichtathletik-Europameisterschaften 1950 in Brüssel wurde er mit 6,96 m Fünfter im Weitsprung und mit 14,50 m Vierter im Dreisprung.
1952 wurde er mit 15,13 m bei den Olympischen Spielen in Helsinki Fünfter im Dreisprung.
Sechsmal wurde er Norwegischer Meister im Dreisprung (1946, 1947, 1949, 1950, 1951, 1952) und einmal im Weitsprung (1949).

## Persönliche Bestleistungen
- Weitsprung: 7,12 m, 16. Juni 1950, Oslo[3]
- Dreisprung: 15,13 m, 23. Juli 1952, Helsinki